# Лошаков, Николай Кузьмич
Лошаков, Николай Кузьмич (17 декабря 1923 — 14 февраля 1984) — советский лётчик-истребитель. Был сбит в воздушном бою и, попав в плен, совершил побег на немецком самолёте.

## Биография
Родился 17 декабря 1923 года в селе Малинино ныне Тимашевского района Краснодарского края в семье крестьянина-середняка.

### Военный лётчик
30 апреля 1941 года окончил аэроклуб в звании пилота. С 5 мая 1941 года продолжил обучение в Краснодарской Военно-авиационной школе пилотов (КВАШП). Окончил учёбу 30 мая 1942 года в звании сержанта, по специальности «лётчик-истребитель». С июня по сентябрь 1942 года в запасном авиаполку в г. Кадникове.

### На фронте
С 18 ноября 1942 года служил в составе 286-го истребительного авиаполка 13-й Воздушной армии (обороняет Ленинград).
Затем — младший лейтенант, лётчик 14-го гвардейского истребительного полка (13-й воздушной армии). Совершил 121 боевой вылет, сбил два вражеских самолёта лично и один в составе группы.

### Плен
27 мая 1943 года на самолёте Як-1Б был сбит в воздушном бою, выпрыгнул с парашютом и попал в немецкий плен.
После многочисленных допросов в плену Николай Лошаков дал своё согласие на службу в немецкой авиации (возможно, что речь идёт о ВВС КОНР «Русской освободительной армии»).

### Побег на самолёте
11 августа 1943 года вместе с другим советским военнопленным, сержантом бронетанковых войск Иваном Александровичем Денисюком, Николай Лошаков совершил побег из немецкого плена на самолёте «Шторх». Вслед за беглецами в погоню устремились истребители. Лошаков был ранен, но сумел уйти от преследования, и после 400-километрового перелёта сел в Новгородской области.
Лошаков и Денисюк были арестованы военной контрразведкой СМЕРШ. 4 декабря 1943 года Особое совещание при НКВД СССР приговорило И. А. Денисюка к 20 годам, а Н. К. Лошакова — к трём годам лишения свободы. 12 августа 45-го Лошакова на год раньше срока освободили со снятием судимости. Денисюка освободили из лагеря в 1951 году.
После освобождения Николай Лошаков работал авиамотористом в авиаотряде комбината «Воркутауголь», но уже через пару месяцев становится начальником центрального аэропорта авиаотряда.

### Реабилитация
Был полностью реабилитирован в апреле 1959 года.
После окончания горного техникума — начальник участка на шахте № 40, позже работал по профсоюзной линии. С 1970 по 1983 годы работал председателем Воркутинского территориального совета ВОИР.
Имел звания «Почётный шахтёр СССР» и «Заслуженный работник народного хозяйства Коми АССР».
Незадолго до смерти вернулся на родину, в г. Краснодар.